# Far del Fangar
El far del Fangar o la Faroleta indica als vaixells la proximitat de la punta del Fangar, al municipi de Deltebre.
El far projecta una llum, blanca, intermitentment cada 12 segons i té un abast de fins a 12 milles mar endins. També es veu des de bona part del delta de l'Ebre, especialment des de les platges properes com la dels Eucaliptus, l'Aluet o la Marquesa. Té una alçada de 20 metres i un diàmetre de 3. La construcció actual data de l'any 1972. Per a fer-hi tasques de manteniment s'hi pot accedir per una petita porta annexa a la base de la plataforma que inclou un petit tram d'escales.
Per la seva singularitat i com destaca en l'entorn àrid, el far del Fangar constitueix un dels símbols arquitectònics i paisatgístics més característics de les Terres de l'Ebre.
La història del far original, però, es remunta més enllà. Tot i que hi ha poca documentació al respecte, es té constància d'un primer far l'any 1864. Aquella primera estructura es va deteriorar per les inclemències meteorològiques. Va ser incendiat durant la Guerra Civil Espanyola. Posteriorment va ser substuït per una petita torreta de ferro d'uns vuit metres d'alçada, que estava pintada a franges blanques i negres. Aquella torreta es va modernitzar el que va donar pas al'aspecte actual del far.